# Operacja Billroth II

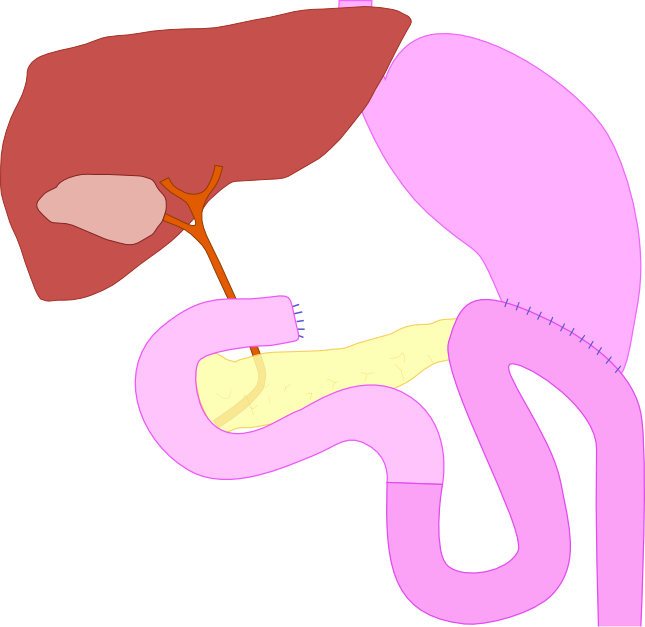
Schemat zespolenia sposobem Billroth II

Operacja Billroth II – zabieg chirurgiczny polegający na zespoleniu pozostałej po resekcji górnej części żołądka z podciągniętą pierwszą pętlą jelita czczego. Odcięta od odźwiernika dwunastnica jest zaszywana "na głucho" i wyłączona z pasażu przewodu pokarmowego. Posiada jednak istotną funkcję doprowadzania żółci oraz soku trzustkowego do światła przewodu pokarmowego.
Zespolenie umożliwia drożność przewodu pokarmowego po resekcji częściowej żołądka.